# Eunice Sum
Eunice Jepkoech Sum (Kesses, 10 de abril de 1988) é uma meio-fundista queniana, campeã mundial dos 800 metros.
Além da medalha de ouro conquistada no Campeonato Mundial de Atletismo de 2013, em Moscou, Rússia, ela tem uma de bronze no campeonato mundial seguinte, Pequim 2015, e foi tricampeã (2013–2015) da Diamond League nos 800 metros.